# Monocoila innotata
Monocoila innotata är en stekelart som beskrevs av Turner 1922. Monocoila innotata ingår i släktet Monocoila och familjen bracksteklar. Inga underarter finns listade i Catalogue of Life.